# Россия на летних Паралимпийских играх 2004
Россия на летних Паралимпийских играх 2004 была представлена 84 спортсменами. Согласно официальной статистике Паралимпийских игр в Афинах, она завоевала 16 золотых, 8 серебряных и 17 бронзовых медалей, заняв 11-е место в неофициальном командном зачёте.

## Призёры
| Медаль  | Имя | Спорт                 | Классификация                       |
| ------- | --- | --------------------- | ----------------------------------- |
| Золото  | Артём Арефьев | Лёгкая атлетика       | 400 м (мужчины, T36)                |
| Золото  | Артём Арефьев | Лёгкая атлетика       | 1500 м (мужчины, T36)               |
| Золото  | Ильдар Помыкалов | Лёгкая атлетика       | Марафон (мужчины, T13)              |
| Золото  | Ольга Семёнова | Лёгкая атлетика       | 100 м (женщины, T13)                |
| Золото  | Евгения Трушникова | Лёгкая атлетика       | 200 м (женщины, T37)                |
| Золото  | Ольга Семёнова | Лёгкая атлетика       | 400 м (женщины, T13)                |
| Золото  | Елена Паутова | Лёгкая атлетика       | 1500 м (женщины, T12)               |
| Золото  | Мадина Казакова | Дзюдо                 | до 63 кг (женщины)                  |
| Золото  | Тамара Подпальная | Пауэрлифтинг          | 52 кг (женщины)                     |
| Золото  | Андрей Лебединский | Стрельба              | пистолет (SH1)                      |
| Золото  | Андрей Строкин | Плавание              | 50 м вольным стилем (мужчины, S13)  |
| Золото  | Андрей Строкин | Плавание              | 100 м вольным стилем (мужчины, S13) |
| Золото  | Дмитрий Полине | Плавание              | 100 м брасс (мужчины, SB9)          |
| Золото  | Андрей Строкин | Плавание              | 100 м брасс (мужчины, SB13)         |
| Золото  | Игорь Плотников | Плавание              | 100 м спина (мужчины, S6)           |
| Золото  | Ольга Соколова | Плавание              | 200 м комплекс (женщины, SM11)      |
| Серебро | Владимир Андрющенко | Лёгкая атлетика       | 50 м метание диска (мужчины, F12)   |
| Серебро | Рима Баталова | Лёгкая атлетика       | 800 м (женщины, T12)                |
| Серебро | Наталия Гудкова | Лёгкая атлетика       | Метание копья (женщины, F42-46)     |
| Серебро | Олег Крецул | Дзюдо                 | до 90 кг (мужчины)                  |
| Серебро | Игорь Плотников | Плавание              | 50 м баттерфляй (мужчины, S6)       |
| Серебро | Альберт Бакаев | Плавание              | 50 м спина (мужчины, S3)            |
| Серебро | Ирина Гражданова | Плавание              | 50 м вольным стилем (женщины, S9)   |
| Серебро | Оксана Гусева | Плавание              | 400 м вольным стилем (женщины, S7)  |
| Бронза  | Сергей Севостьянов | Лёгкая атлетика       | длинный прыжок (мужчины, F11)       |
| Бронза  | Сергей Севостьянов | Лёгкая атлетика       | тройной прыжок (мужчины, F11)       |
| Бронза  | Елена Чистилина | Лёгкая атлетика       | 100 м (женщины, T46)                |
| Бронза  | Елена Чистилина | Лёгкая атлетика       | 200 м (женщины, T46)                |
| Бронза  | Елена Паутова | Лёгкая атлетика       | 800 м (женщины, T12)                |
| Бронза  | Рима Баталова | Лёгкая атлетика       | 1500 м (женщины, T12)               |
| Бронза  | Павел Борисов Евгений Чубко Марат Фатихдинов Александр Фролов Александр Глушонок Антон Калачев Андрей Куваев Андрей Ложечников Лаша Мурванидзе Иван Потехин Олег Смирнов Алексей Тесмине | Футбол (по 7 человек) | Мужская команда                     |
| Бронза  | Виктория Потапова | Дзюдо                 | до 48 кг (женщины)                  |
| Бронза  | Александра Власова | Дзюдо                 | до 52 кг (женщины)                  |
| Бронза  | Екатерина Бузмакова | Дзюдо                 | до 57 кг (женщины)                  |
| Бронза  | Татьяна Савостьянова | Дзюдо                 | до 70 кг (женщины)                  |
| Бронза  | Нина Иванова | Дзюдо                 | свыше 70 кг (женщины)               |
| Бронза  | Андрей Лебединский | Стрельба              | пистолет, 25 м (SH1)                |
| Бронза  | Андрей Строкин | Плавание              | 100 м баттерфляй (мужчины, S13)     |
| Бронза  | Денис Дорогаев | Плавание              | 100 м брасс (мужчины, SB9)          |
| Бронза  | Ольга Соколова | Плавание              | 100 м брасс (женщины, SB11)         |
| Бронза  | Ольга Соколова | Плавание              | 100 м спина (женщины, S11)          |
| Бронза  | Юлия Овсянникова | Настольный теннис     | одиночный разряд (женщины, 6-8)     |